# Городецький Володимир Іванович
Володимир Іванович Городецький (6 травня 1946) — радянський хокеїст, нападник.

## Спортивна кар'єра
У складі клубу «Крила Рад» відіграв десять сезонів у вищій лізі чемпіонату СРСР. За цей час провів 327 лігових матчів і закинув 106 шайб. У 1966/67 і 1967/68 — другий за результативністю гравець московського клубу (поступався лише Євгену Грошеву). У складі другої збірної СРСР провів дві гри на Московському міжнародному турнірі. Три сезони захищав кольори київського «Сокола», котрий у той час перебував у першій лізі. 1976 року разом з Володимиром Клоповим перейшов до новоствореної команди «Торпедо» (Тольятті). Очолював клуб заслужений тренер УРСР Дмитро Богінов, а в захисті грав його син Олексій, колишній гравець київської команди. У першому сезоні Володимир Городецький став кращим бомбардиром колективу — 51 очко (37+14). В останньому — виконував обов'язки граючого тренера.

## Статистика
| Сезон               | Клуб                 | Ліга                | І   | Г   | П  | О   | ШХ  |
| ------------------- | -------------------- | ------------------- | --- | --- | -- | --- | --- |
| 1963-64             | «Крила Рад»          | вища                | -   | 1   | -  | -   | -   |
| 1964-65             | «Крила Рад»          | вища                | 35  | 4   | 2  | 6   | 10  |
| 1965-66             | «Крила Рад»          | вища                | 35  | 8   | 6  | 14  | 25  |
| 1966-67             | «Крила Рад»          | вища                | 44  | 19  | 9  | 28  | 14  |
| 1967-68             | «Крила Рад»          | вища                | 44  | 17  | 8  | 25  | 12  |
| 1968-69             | «Крила Рад»          | вища                | 42  | 21  | -  | -   | -   |
| 1969-70             | «Крила Рад»          | вища                | 44  | 14  | -  | -   | -   |
| 1970-71             | «Крила Рад»          | вища                | 39  | 11  | 8  | 19  | -   |
| 1971-72             | «Крила Рад»          | вища                | 31  | 9   | 4  | 13  | 8   |
| 1972-73             | «Крила Рад»          | вища                | 13  | 2   | 2  | 4   | 0   |
| 1973-74             | «Сокіл»              | перша               | 12  | 1   | 3  | 4   | 14  |
| 1974-75             | «Сокіл»              | перша               | 44  | 12  | 21 | 33  | 10  |
| 1975-76             | «Сокіл»              | перша               | 33  | 9   | 6  | 15  | 0   |
| 1976-77             | «Торпедо» (Тольятті) | друга               | 52  | 37  | 14 | 51  | 18  |
| 1977-78             | «Торпедо» (Тольятті) | друга               | 52  | 23  | 15 | 38  | 14  |
| 1978-79             | «Торпедо» (Тольятті) | друга               | 44  | 18  | 18 | 36  | 7   |
| 1979-80             | «Торпедо» (Тольятті) | перша               | 54  | 19  | 6  | 25  | 8   |
| 1980-81             | «Торпедо» (Тольятті) | друга               | 4   | 0   | 1  | 1   | 0   |
| Усього у вищій лізі | Усього у вищій лізі  | Усього у вищій лізі | 327 | 106 | 39 | 145 | 109 |